# St. Remigius (Freisen)

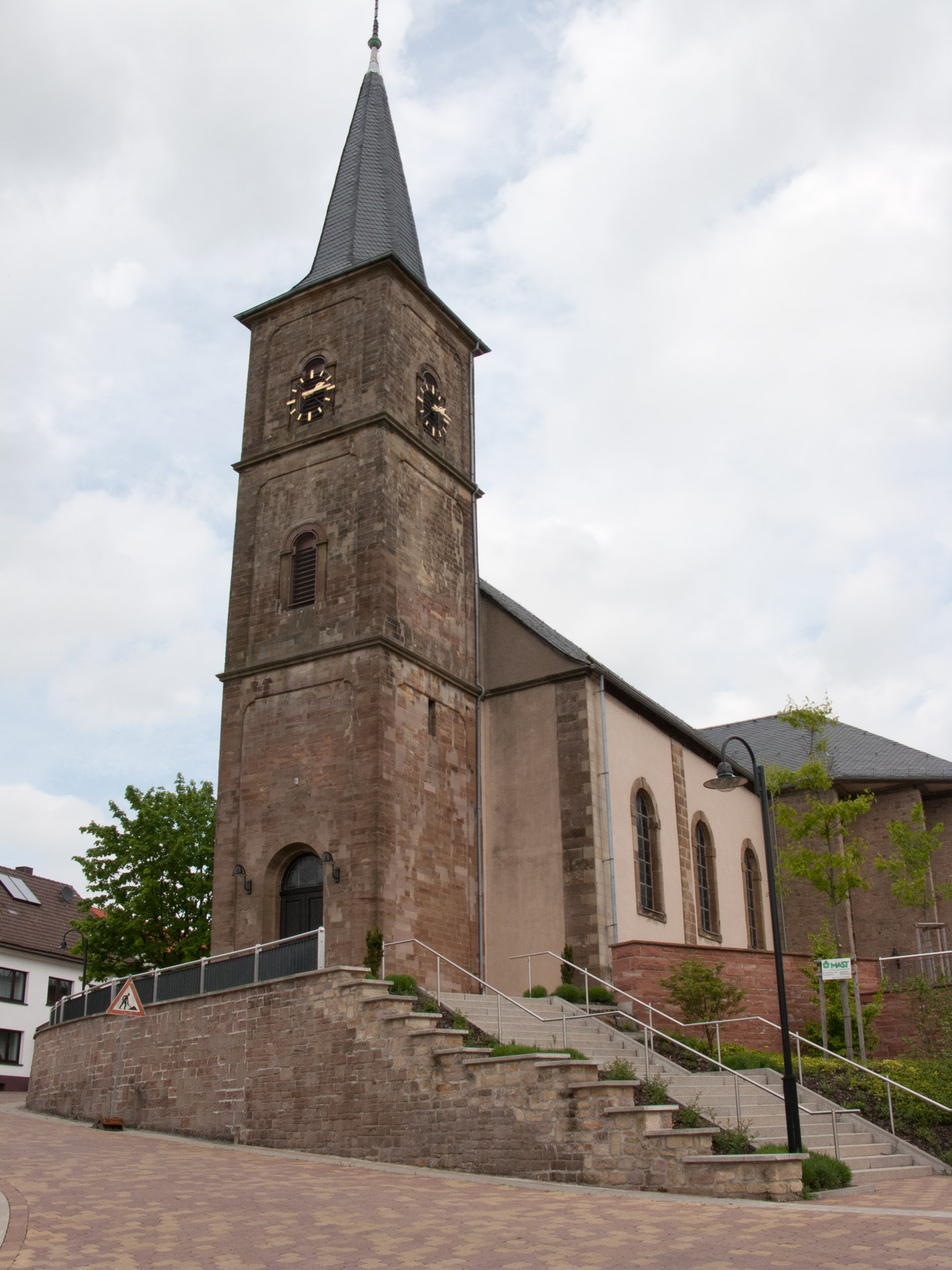
Die Pfarrkirche St. Remigius in Freisen

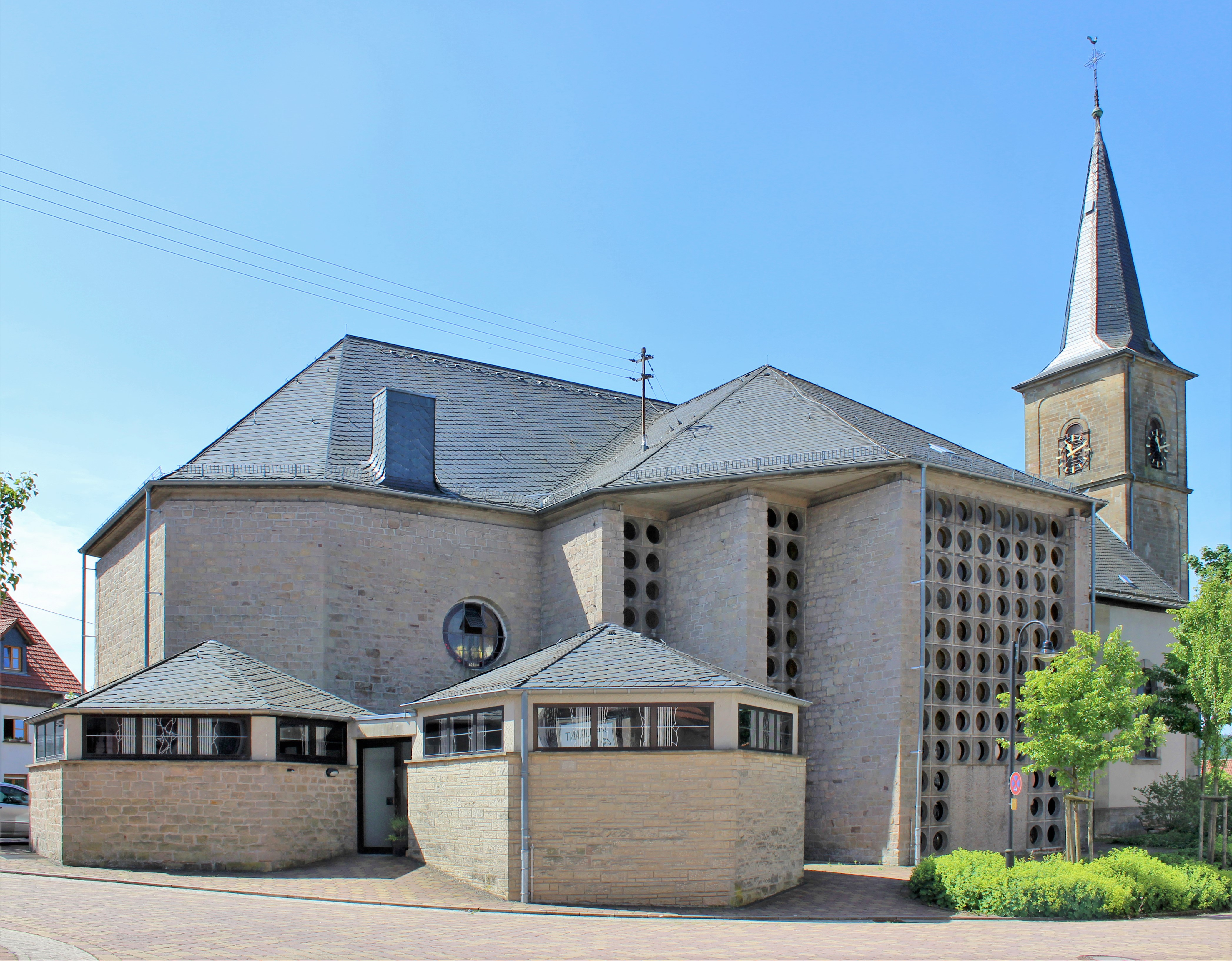
Weitere Ansicht der Kirche mit dem Erweiterungsbau aus dem Jahr 1953

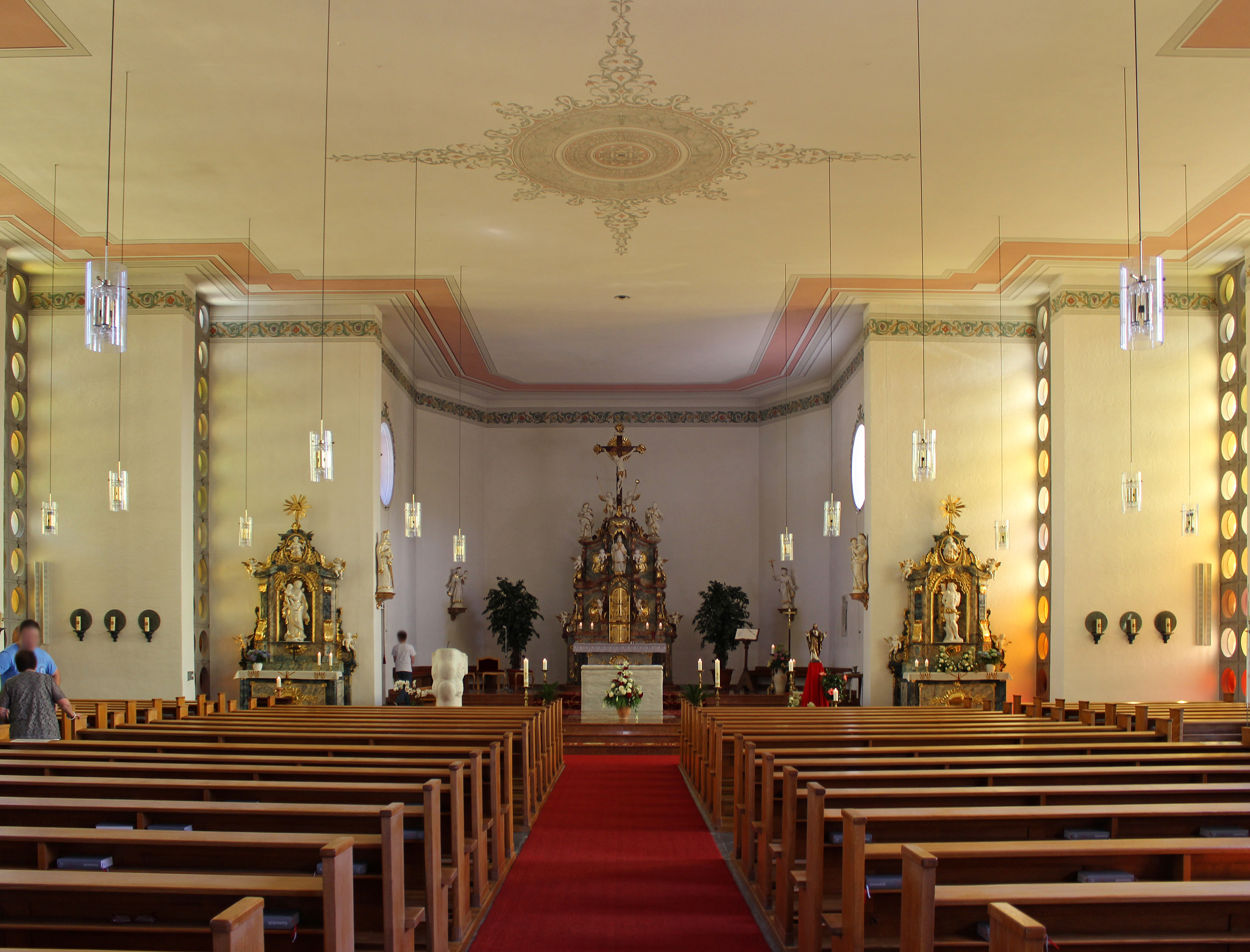
Blick ins Innere der Kirche

Die Kirche St. Remigius ist eine katholische Pfarrkirche im saarländischen Freisen, Landkreis St. Wendel. Sie trägt das Patrozinium des heiligen Remigius und ist in der Denkmalliste des Saarlandes als Einzeldenkmal aufgeführt.

## Geschichte
Die erste urkundliche Erwähnung einer Kapelle in Freisen stammt aus dem Jahr 1333. Die erste Bezeugung einer Kirche aus dem Jahr 1572.
1572 wird im Freisener Gerichtsbuch der Bau einer neuen Kirche angegeben. Dieser Bau wurde von 1756 bis 1760 im barocken Stil umgestaltet. Nach anderen Quellen wurde die heutige Kirche St. Remigius im Jahr 1753 oder 1760 als barocke Saalkirche mit Westturm neu errichtet. 1758 wurden drei neue Barockaltäre aufgestellt, die unter der Mithilfe der Benediktinermönche aus Tholey hergestellt worden waren. 1782 wurde eine Orgel der Firma Stumm installiert. Der baufällig gewordene Turm wurde 1846 durch einen Neubau ersetzt. Im Jahr 1853 erfolgte durch den Bau eines neuen Altarraums eine Erweiterung der Kirche. Außerdem erhielt die Kirche im gleichen Zug eine neue Empore und eine Gipsdecke. 1878 wurde eine der zwei Glocken nach Reitscheit verkauft. Zwei neue Glocken ergänzten das Geläut. 1906 wurde der Hochaltar restauriert. Die beiden größten Glocken wurden im Ersten Weltkrieg eingeschmolzen und erst 1923 ersetzt. Alle drei Altäre wurden miteinander verbunden und erhielten 1940 einen braunen Anstrich. Auch 1940 wurden die bemalten Metallplatten des Kreuzwegs durch Holzschnitzereien ersetzt. Während des Zweiten Weltkrieges wurden wieder zwei Glocken entnommen. 
Im Jahr 1953 wurde das Hauptschiff um ein Querhaus und einen Chor erweitert, was dem Gebäude einen kreuzförmigen Grundriss verlieh. Eine neue Sakristei mit sechseckigem Grundriss wurde der Kirche angefügt. Es entstanden 700 Bankplätze. So wurde Platz für die gewachsene Anzahl der Gläubigen geschaffen. Die Pläne hierfür stammten von den Architekten Albert Dietz und B. Grothe (Saarbrücken). Dabei wurde der Bau fast gänzlich abgerissen, nur der Turm und drei Fenster des Schiffes blieben erhalten. Die drei Barockaltäre wurden wieder getrennt. 
Im folgenden Jahr, 1954, wurden vier neue Glocken als Ersatz für die im Krieg eingeschmolzenen aufgehängt. Sie sind den Heiligen Remigius, Barbara und Josef und Maria gewidmet. 1966 erhielten die Altäre einen marmorierten Anstrich und der im Zweiten Weltkrieg beschädigte Wetterhahn wurde restauriert und wieder auf‘s Dach gesetzt. Die bis dahin erhaltenen Fenster wurden 1981 durch Glaskunstwerke von Jakob Schwarzkopf ersetzt. Sie zeigen die Herabkunft des Heiligen Geistes, Gott als Lenker der Welt, sowie Christus und St. Remigius. 1985 wurde der vom Freisener Bildhauer Wilfried Federkeil nach dem Entwurf des Künstlers Heinz Oliberius gefertigte Altar aus portugiesischem rosa Aurora-Marmor aufgestellt. Er zeigt vier Engel auf einem umlaufenden Band. Eine neue Kanzel wurde aus demselben Material geschaffen und zeigt die vier Evangelisten.
Mit Wirkung zum 1. September 2011 wurde die Pfarreiengemeinschaft Freisen-Oberkirchen im Dekanat St. Wendel errichtet, zu der neben der Pfarrei St. Remigius (Freisen) auch die Pfarreien St. Marien (Grügelborn), St. Katharina (Oberkirchen) und St. Laurentius (Wolfersweiler) gehören.

## Ausstattung
Im Inneren der Kirche befindet sich eine reiche Ausstattung im barocken Stil.
Die aus dem 18. Jahrhundert stammenden Altäre sind mit Rocailleschmuck versehen. Der Hochaltar weist einen doppelgeschossigen Aufbau mit acht Putten und Bischofsfiguren auf. Die beiden Seitenaltäre, die aus der gleichen Werkstatt wie der Hauptaltar stammen, besitzen je vier Putten, wobei die Figuren in den Nischen nicht original sind.
Zum Figurenschmuck der Kirche zählen unter anderem Statuen der Muttergottes mit Kind, des heiligen Sebastian und der heiligen Katharina, die alle aus dem 18. Jahrhundert stammen.
Vor der Kirche steht ein Kriegerdenkmal, das wie das Kirchengebäude in der saarländischen Denkmalliste als Einzeldenkmal aufgelistet ist.

## Orgel

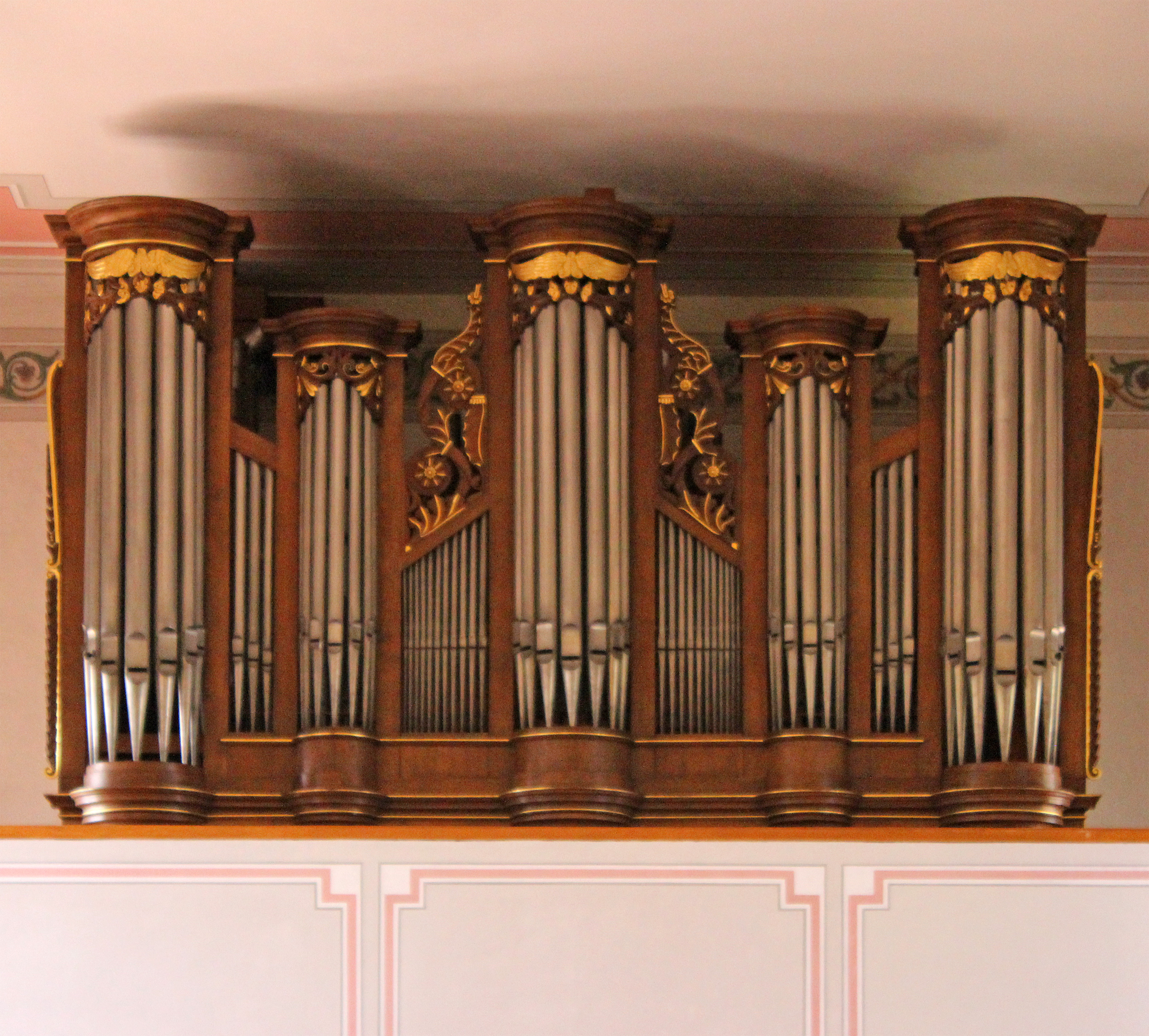
Orgel von Haerpfer & Erman (1954) in einem Gehäuse von Stumm (1782)

Die Orgel der Kirche wurde 1954 von der französischen Orgelbaufirma Haerpfer & Erman (Boulay) im historischen Gehäuse von Stumm aus dem Jahr 1782 erbaut. Die Firma Hugo Mayer (Heusweiler) nahm 1985 Veränderungen am Spieltisch vor.
Das Kegelladen-Instrument ist auf einer Empore aufgestellt und verfügt über 26 Register, verteilt auf 2 Manuale und Pedal. Die Spiel- und Registertraktur ist elektropneumatisch. Die Disposition lautet wie folgt:
| I Hauptwerk |            |       |
| 1.          | Principal  | 8′    |
| 2.          | Holzflöte  | 8′    |
| 3.          | Gamba      | 8′    |
| 4.          | Salicional | 8′    |
| 5.          | Praestant  | 4′    |
| 6.          | Rohrflöte  | 4′    |
| 7.          | Quinte     | 2 ⁄3′ |
| 8.          | Oktave     | 2′    |
| 9.          | Mixtur IV  |       |
| 10.         | Trompete   | 8′    |

| II Schwellwerk |                  |       |
| 11.            | Nachthorn        | 8′    |
| 12.            | Quintade         | 8′    |
| 13.            | Singendprincipal | 4′    |
| 14.            | Flötengedeckt    | 4′    |
| 15.            | Offenflöte       | 2′    |
| 16.            | Nasat            | 1 ⁄3′ |
| 17.            | Cymbel III       |       |
| 18.            | Krummhorn        | 8′    |
|                | Tremolo          |       |

| Pedal |                  |     |
| 19.   | Kontrabass       | 16′ |
| 20.   | Subbass          | 16′ |
| 21.   | Oktavbass        | 8′  |
| 22.   | Gedecktbass      | 8′  |
| 23.   | Flöte            | 4′  |
| 24.   | Cantus firmus    | 2′  |
| 25.   | Rauschbass III   |     |
| 26.   | Lieblich Posaune | 16′ |

- Koppeln:
  - Normalkoppeln: II/I,
  - Suboktavkoppeln: II/I
  - Superoktavkoppeln: II/I
- Spielhilfen: 1 freie Kombination, Tutti, Crescendo